# Étudiants internationaux au Canada
 (septembre 2023).
Le Canada est une destination populaire pour les étudiants internationaux à tous les niveaux de son système éducatif, le pays se classant au quatrième rang en termes d'inscriptions d'étudiants internationaux en 2019, après les États-Unis, le Royaume-Uni et la Chine. Dès 1959, la monarque du Canada de l'époque, la reine Elizabeth II, a déclaré lors de la fête du Dominion (aujourd'hui la fête du Canada ), en référence à la coopération et à l'entraide, « un exemple de cela est le nombre d'étudiants de l'Inde et du Pakistan et de l'Ouest des Indiens qui ont trouvé leur place dans les universités canadiennes. C'est un plan admirable et j'espère qu'il se répandra [. . . ] Si l'un de ces étudiants m'écoute, ce qui est peut-être le cas, je le félicite pour le travail acharné et l'entreprise qui l'a envoyé ici et lui adresse mes meilleurs vœux." 
Selon la Stratégie en matière d'éducation internationale (International Education Strategy) publiée par le gouvernement du Canada, les étudiants internationaux sont présents à tous les niveaux d'enseignement, y compris le primaire, le secondaire, les métiers et l'enseignement collégial et postsecondaire, le plus grand nombre d'étudiants internationaux étant inscrits au niveau post-secondaire. Le nombre d'étudiants inscrits a augmenté régulièrement à tous les niveaux de 2015 à 2018,. La Stratégie en matière d'éducation internationale pour la période 2019-2024 comprend un engagement à diversifier la population étudiante entrante et à la répartir plus uniformément à travers le pays plutôt que de la concentrer dans quelques villes et métropoles réputées (comme Montréal, Vancouver ou Toronton). Pour attirer plus d'étudiants internationaux, de nombreuses universités canadiennes s'efforcent d'attirer des étudiants internationaux en offrant des programmes d'anglais langue seconde et en réservant des bourses spécifiques aux étudiants internationaux (les plus communes étant celles retirant partiellement ou totalement la majoration des frais de scolarité pour les étudiants internationaux).
Un sondage mené par le Bureau canadien de l'éducation internationale (BCEI) a révélé que 96 % des étudiants internationaux ont choisi le Canada comme destination d'études, en raison de son éducation de qualité et de sa réputation de pays sécuritaire, tolérant et multiculturel qui célèbre la diversité éthno-culturelle.

## Statistiques

### Nombre d'étudiants
| Année | IRCC    | AMC     |
| ----- | ------- | ------- |
| 2014  | 326 120 | -       |
| 2015  | 350 130 | 457 828 |
| 2016  | 410 400 | 523 971 |
| 2017  | 494 525 | -       |
| 2018  | 558 957 | 721 000 |
| 2019  | 642 480 | -       |

Les chiffres de la population étudiante internationale au Canada varient selon l'agence qui relève les statistiques. Immigration, Réfugiés et Citoyenneté Canada (IRCC) rapporte seulement le nombre d'étudiants titulaires d'un permis de travail ou d'études valide. Les étudiants qui étudient pendant moins de six mois n'ont pas besoin de permis d'étude, ce qui signifie que les étudiants étudiant moins de six mois ne sont pas comptés dans les statistiques d'IRCC. La Division de l'éducation internationale d'Affaires mondiales Canada (AMC) inclut les étudiants à court et à long terme dans ses statistiques, en basant les chiffres à court terme sur les données obtenues de Langues Canada. Par définition, cela signifie que les chiffres de AMC seront supérieurs à ceux rapportés par IRCC.
IRCC rapporte qu'en 2019, il y avait un total de 642 480 étudiants internationaux au Canada à tous les niveaux d'études, ce qui représente une hausse de 13 % par rapport à l'année précédente. La plupart des étudiants internationaux sont des étudiants de niveau post secondaire, avec plus de 120 000 titulaires de permis d'études collégiales signalés en 2018 et les statistiques les plus récentes publiées par AMC concernent 2018, faisant état de 721 000 étudiants.
La plupart des étudiants internationaux sont des étudiants de niveau post secondaire. En 2015, le nombre d'étudiants collégiaux était d'environ 50 000 et en 2018, le nombre était supérieur à 120 000 titulaires d'un permis d'étudiant collégial.
En plus de l'enseignement post secondaire, les écoles secondaires et primaires canadiennes attirent également un nombre croissant d'étudiants internationaux. En 2000, AMC a signalé qu'il y avait 27 997 étudiants internationaux au niveau primaire et secondaire. En 2010, ce nombre était passé à 35 140. En 2017, le BCEI, s'appuyant sur les chiffres d'IRCC, a signalé 71 350 étudiants internationaux dans les systèmes scolaires canadiens secondaires et primaires.
Les provinces ayant les populations étudiantes internationales les plus élevées sont l'Ontario et la Colombie-Britannique. En 2016, l'Ontario comptait le plus grand nombre d'étudiants internationaux au Canada, avec 233 226 étudiants à court et à long terme représentant 44,5 % de tous les étudiants internationaux au pays. La Colombie-Britannique comptait 145 691 étudiants, ce qui représente 27,8 % de la population étudiante internationale. Le Québec, l'Alberta et la Nouvelle-Écosse comptaient les trois plus grandes populations d'étudiants internationaux.

### Par université

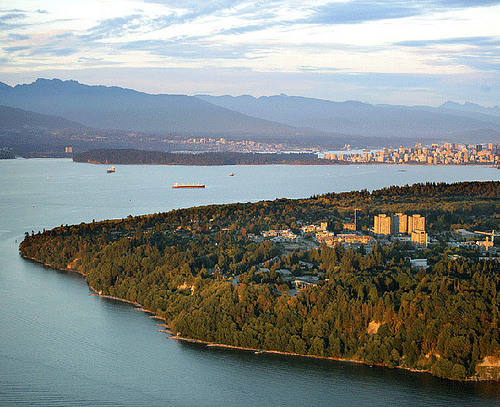
Vue aérienne du campus de Vancouver de l'Université de la Colombie-Britannique

Selon Maclean's, en 2016, les trois universités comptant le plus grand nombre d'étudiants internationaux inscrits en première année de premier cycle étaient l'Université de la Colombie-Britannique (31 %), l'Université McGill (30,7 %) et l'Université Bishop's (29,6 %). Pour l'ensemble des étudiants diplômés, les universités ayant le plus grand nombre d'inscriptions internationales étaient l'Université de Windsor (57,2 %), l'Université Memorial de Terre-Neuve (50 %) et l'Université Concordia (49,2 %).

### Démographie
Les étudiants internationaux qui fréquentent les établissements canadiens viennent principalement d'Asie. Les statistiques d'IRCC pour 2018 montrent que plus de 50 % de tous les étudiants internationaux viennent de deux pays seulement : l'Inde, avec 172 625, représente environ 30 % des inscriptions, et la Chine, avec 142 895, représente environ 25 %,. Suivi par la Corée du Sud (24 195), la France (22 745) et le Vietnam (20 330).
| Pays                | 2019    | 2020    | 2021    | 2022    | 2023      |
| ------------------- | ------- | ------- | ------- | ------- | --------- |
| Inde                | 218 540 | 179 510 | 216 515 | 319 130 | 427 085   |
| Chine               | 140 550 | 116 215 | 104 560 | 100 075 | 101 150   |
| Philippines         | 7 730   | 7 225   | 15 295  | 32 455  | 48 870    |
| Nigéria             | 11 870  | 10 515  | 13 525  | 21 555  | 45 965    |
| France              | 23 850  | 18 200  | 26 380  | 27 010  | 26 980    |
| Iran                | 14 610  | 13 970  | 16 830  | 21 040  | 24 960    |
| Népal               | 1 155   | 1 120   | 2 160   | 7 680   | 20 465    |
| Vietnam             | 21 480  | 18 815  | 16 155  | 16 045  | 17 175    |
| Mexique             | 8 670   | 6 395   | 11 450  | 14 835  | 16 980    |
| Corée du Sud        | 24 090  | 18 070  | 15 710  | 16 430  | 15 930    |
| Bangladesh          | 8 375   | 7 735   | 9 860   | 12 250  | 15 820    |
| Brésil              | 14 490  | 11 005  | 11 055  | 14 415  | 15 615    |
| Colombie            | 5 580   | 4 805   | 8 050   | 12 400  | 15 205    |
| États-Unis          | 14 815  | 12 570  | 14 105  | 14 350  | 14 825    |
| Hong Kong           | 4 040   | 4 200   | 7 585   | 13 055  | 14 115    |
| Algérie             | 3 620   | 4 205   | 5 195   | 7 480   | 13 335    |
| Ukraine             | 2 465   | 1 925   | 1 940   | 7 125   | 10 905    |
| Maroc               | 4 510   | 4 520   | 5 855   | 7 185   | 10 310    |
| Japon               | 8 455   | 5 315   | 8 825   | 12 085  | 10 280    |
| Ghana               | 2 050   | 1 870   | 1 840   | 3 455   | 9 235     |
| Toutes nationalités | 637 780 | 527 195 | 616 585 | 804 370 | 1 040 985 |

## Travail et résidence
La plupart des étudiants internationaux peuvent travailler hors campus 20 heures par semaine pendant l'année scolaire régulière et occuper un emploi à temps plein durant les congés prévus sur la base de leur permis d'études. Pour autant, il est toujours important de vérifier les conditions imposées par l'Agent qui a traité la demande du permis d'étude pour vérifier si l'étudiant peut ou non travailler. Après l'obtention de leur diplôme, les étudiants souhaitant rester au Canada peuvent demander un permis de travail post-diplôme, d'une durée pouvant aller jusqu'à trois ans, puis se lancer dans un parcours vers la résidence permanente.
Lors de la dernière année, on s'est souvent inquiété de la façon dont les diplômés internationaux s'en sortent pendant leur phase de permis de travail post-diplôme. Non seulement il existe des preuves qui suggèrent que de très faibles proportions de ces diplômés réussissent à atteindre leur objectif de transition d'étudiant international à résidence permanente, mais aussi que la grande majorité des diplômés internationaux travaillant avec un permis de travail post-diplôme sont cantonnés à des emplois généralement précaires et non reliés à leur champ d'étude.

### Les étudiants internationaux au Québec
Le Québec dispose d'un pouvoir partagé en matière d'immigration avec le gouvernement fédéral. Contrairement aux autres provinces canadiennes, le Québec peut de sélectionner ses propres immigrants et de conduire son programme d'immigration de manière autonome, suivant l'Accord Canada-Québec sur l'immigration. Cet accord a été conclu entre le gouvernement du Canada et le gouvernement du Québec pour reconnaître le droit du Québec de participer activement à la sélection des immigrants qui souhaitent s'établir dans la province.
Au Québec, une procédure supplémentaire est à réaliser pour les étudiants souhaitant étudier dans la province, il s'agit de la demande d'un Certificat d'acceptation du Québec pour études (CAQ). Le CAQ est délivré par le gouvernement du Québec et atteste que l'étudiant a été accepté dans un établissement d'enseignement désigné au Québec. Il démontre également que l'étudiant répond aux critères spécifiques du gouvernement du Québec pour étudier dans la province, qui sont sensiblement les mêmes que celui du fédéral, mais qui rajoutent la condition d'étudier à temps plein et de pouvoir démontrer d'une assurance hospitalisation. Le CAQ est une exigence préalable à la demande de permis d'études.
Il est impossible pour un étudiant international de présenter une demande de permis d'étude s'il n'est pas en possession d'un CAQ valide.
En résumé, le CAQ est une autorisation spécifique au Québec, délivrée par le gouvernement provincial, tandis que le permis d'études est une autorisation fédérale qui permet à l'étudiant étranger d'étudier au Canada, y compris au Québec. Les deux documents sont essentiels pour les étudiants étrangers qui souhaitent poursuivre des études au Québec.

#### Ressources institutionnelles
Pour une intégration réussie dans le milieu institutionnel, il est  essentiel que l'étudiant international bénéficie d'un programme d'accueil de qualité, incluant des sessions d'orientation spécifiques. Ces sessions doivent être conçues pour accompagner les étudiants internationaux dans leur acclimatation. De plus, il est conseillé que l'étudiant participe activement aux travaux des groupes organisés par ses enseignants, ce qui facilitera son adaptation. En résumé, l'étudiant devrait également s'efforcer de nouer des relations avec des étudiants locaux, car ces interactions ne lui permettront pas seulement de s'intégrer à l'université, mais aussi à la société dans son ensemble.

## Impact économique des étudiants
Le grand nombre d'étudiants internationaux qui étudient au Canada contribue de manière significative à l'économie canadienne. Selon Affaires mondiales Canada, l'impact économique se fait sentir dans tout le pays. En 2015, les dépenses des étudiants internationaux, y compris le tourisme associé aux visiteurs des étudiants, s'élevaient à 12,8 milliards de dollars; en 2016, ce chiffre avait augmenté de 21,2 % pour atteindre 15,5 milliards de dollars. Les étudiants internationaux à long terme ont dépensé en moyenne annuelle environ 33 800 $ en 2015 et 35 100 $ en 2016. Ce chiffre comprend les dépenses associées aux frais de scolarité, ainsi que les dépenses discrétionnaires non liées, mais exclut l'argent dépensé pour rendre visite à la famille et aux amis. En 2015, l'éducation internationale a créé ou soutenu 140 010 emplois (118 640 équivalents temps plein), et en 2016, ce chiffre est passé à approximativement 168 860 emplois (143 150 ETP).
Les dépenses des étudiants étrangers en Ontario ont contribué pour 5,04 milliards de dollars au produit intérieur brut de la province en 2015; ce chiffre est passé à 6,35 milliards de dollars en 2016. Les dépenses des étudiants internationaux ont soutenu 62 737 emplois en 2015 et 79 034 emplois en 2016. La Colombie-Britannique a également connu une augmentation de son PIB, passant de 2,39 milliards de dollars en 2015 à 2,76 $ en 2016. Au cours de la même période, les emplois soutenus par les inscriptions étrangères en Colombie-Britannique sont passés de 35 294 à 40 499.
La croissance notable du nombre d'étudiants internationaux en provenance d'Inde a entraîné une escalade des tensions avec l'importante communauté indienne canadienne du Canada, qui affirme que les étudiants « volent leur emploi » et « causent de la violence » dans les enclaves indiennes établies du pays,.

## Préoccupations éthiques et pratiques abusives
Des préoccupations éthiques ont été soulevées quant au recrutement et aux conditions de vie des étudiants internationaux, suscitant des inquiétudes sur les implications éthiques plus larges liées à l'industrie de l'éducation internationale. En 2019, une série d'enquêtes intitulée "The Price of Admission" menée par le Toronto Star et St.Catharines Standard a examiné les coûts, la performance académique, l'exploitation à des fins lucratives et d'autres aspects de cette industrie. Ces enquêtes ont mis en lumière des cas d'exploitation financière, de travail précaire et de mauvaises conditions de vie auxquels les étudiants internationaux peuvent être confrontés.
Le magazine canadien The Walrus a également publié un article d'enquête en 2021 qui a examiné les risques potentiels d'exploitation auxquels sont confrontés les étudiants internationaux au Canada. En outre, le Globe and Mail a rapporté des problèmes de recrutement d'étudiants internationaux en Inde, soulignant ainsi les défis complexes liés à cette pratique.
La question des suicides d'étudiants internationaux a également été soulevée, en particulier pendant la pandémie de COVID-19. Les médias ont rapporté une préoccupation croissante concernant les taux de suicide parmi les étudiants internationaux, mettant en évidence les conséquences néfastes de la crise sanitaire sur leur santé mentale. Toutefois, il convient de noter qu'à ce jour, le gouvernement du Canada n'a pas encore réagi de manière officielle aux problèmes de précarité étudiante identifiés par ces différentes enquêtes médiatiques.
L'histoire récente montre que jusqu'en 2014, les étudiants internationaux pouvaient obtenir des permis d'études pour presque tous les établissements d'enseignement, y compris ceux qui n'avaient pas reçu d'agrément. Ils n'avaient qu'à démontrer leur intention d'étudier pendant leur séjour au Canada. Cependant, un rapport de 2006 de l'Agence des services frontaliers du Canada (ASFC) a révélé que ces permis d'études étaient exploités par des groupes criminels organisés pour faciliter leur entrée au Canada.
Ces préoccupations ont conduit à des modifications réglementaires en 2014, limitant les permis d'études aux "établissements d'enseignement désignés". De plus, les étudiants doivent maintenant prouver qu'ils poursuivent activement leurs études pour pouvoir rester au Canada. Malgré ces changements, des cas de visas étudiants frauduleux persistent, et ils peuvent être associés à des formes de traite des êtres humains.
Ces implications éthiques soulèvent des questions plus vastes concernant l'industrie de l'éducation internationale et ses conséquences socio-économiques. En plus de l'exploitation financière, les étudiants internationaux peuvent être confrontés à l'exploitation au travail, à des discriminations et au racisme, ainsi qu'à des conditions de vie précaires.
Certains pourraient devoir travailler dans des emplois peu rémunérés et précaires pour subvenir à leurs besoins, ce qui peut compromettre leur bien-être et leur réussite académique. L'industrie de l'éducation internationale peut également être perçue comme un vecteur de néocolonialisme, où les pays développés attirent les étudiants des pays en développement en tirer profit de leurs besoins éducatifs. Cette situation soulève des questions d'équité et de justice sociale dans le système éducatif mondial, ainsi que des rapports de pouvoir entre les pays et les individus,.

## Incidents
| Incident                                                | Date/Période  | Résumé | Source |
| ------------------------------------------------------- | ------------- | --- | ------ |
| 400 étudiants invités à repasser des tests de langue    | Décembre 2018 | Plus de 400 étudiants en Inde admis au trimestre de janvier 2019 du Niagara College ont été invités par le collège à repasser leurs tests IELTS après qu'une enquête a prétendu avoir trouvé des incohérences dans les compétences linguistiques. | ,      |
| Fermetures des collèges de Montréal                     | Février 2022  | Entre 1700 et 2000 étudiants internationaux, principalement de l'Inde, ont été bloqués en raison de la fermeture de trois collèges basés au Québec (CCSQ College, M. College et CDE College) qui ont collecté des millions de dollars en frais avant de déclarer faillite. Le haut-commissariat de l'Inde à Ottawa a émis un avis aux étudiants concernés.                             | ,      |
| Suspension des inscriptions par un collège de l'Ontario | Mai 2022      | En mai 2022, Alpha College of Business and Technology, basé à Scarborough, a suspendu unilatéralement les inscriptions pour son trimestre de printemps, laissant des centaines d'étudiants internationaux qui ont payé des milliers de dollars en frais de scolarité, incertains. L'incident a déclenché des protestations à la suite desquelles le collège a repris les inscriptions. | ,      |
| Escroquerie téléphonique automatisée de 245 000 $       | Octobre 2022  | Des escroqueries d'extorsion utilisant des messages téléphoniques automatisés ont ciblé des étudiants chinois à Waterloo, la police régionale signalant la perte d'au moins 245 000 $ dans la fraude. | ,      |
| Harcèlement anti-ukrainien                              | janvier 2023  | Des groupes d'étudiants ukrainiens de l'Université de Victoria et de l'Université Carleton ont soulevé des préoccupations concernant le harcèlement ciblé d'Ukrainiens par des groupes spécifiques opérant à partir de leurs campus. | ,      |
| 700 étudiants menacés d'expulsion                       | Mars 2023     | Environ 700 étudiants punjabi ont reçu des lettres d'expulsion de l'Agence des services frontaliers du Canada (ASFC). Les 700 étudiants avaient demandé des visas d'études via une agence de migration dirigée par Brijesh Mishra basée à Jalandhar, au Pendjab. L'agent s'est vu retirer son permis et aurait pris la fuite après l'annonce de l'expulsion.                           | ,      |